# 三角草
三角草（学名：Hepatica nobilis），为毛茛科獐耳細辛属下的一个植物。